# Nuoto sincronizzato ai campionati europei di nuoto 2014 - Duo
La gara di Duo del nuoto sincronizzato si è svolta tra il 13 e il 16 agosto 2014. Ha visto in gara 19 coppie di atlete.

## Medaglie
| Posizione | Atlete                                | Paese   |
| --------- | ------------------------------------- | ------- |
| Oro       | Daria Korobova Svetlana Kolesnichenko | Russia  |
| Argento   | Lolita Ananasova Anna Vološyna        | Ucraina |
| Bronzo    | Ona Carbonell Paula Klamburg          | Spagna  |

## Risultati
La fase preliminare si è svolta in due fasi. Il pomeriggio del 13 agosto 2014 si è svolto la prova tecnica, mentre la mattina del 14 agosto si è svolto la prova libera. Sommando i risultati delle due fasi preliminari sono state determinate le 12 finaliste. La finale si è svolta la mattina del 16 agosto.
In verde sono denotate le finaliste.
| Pos. | Atlete                                  | Nazionalità | Tecnico | Tecnico | Libero  | Libero | Eliminatorie | Eliminatorie | Finale  | Finale |
| Pos. | Atlete                                  | Nazionalità | Punti   | Pos.    | Punti   | Pos.   | Punti        | Pos.         | Punti   | Pos.   |
| ---- | --------------------------------------- | ----------- | ------- | ------- | ------- | ------ | ------------ | ------------ | ------- | ------ |
|      | Daria Korobova Svetlana Kolesnichenko   | Russia      | 91.9391 | 1       | 95.1333 | 1      | 187.0724     | 1            | 96.1000 | 1      |
|      | Lolita Ananasova Anna Vološyna          | Ucraina     | 88.9483 | 3       | 92.6000 | 2      | 181.5483     | 2            | 92.9000 | 2      |
|      | Ona Carbonell Paula Klamburg            | Spagna      | 89.0664 | 2       | 91.4000 | 3      | 180.4664     | 3            | 92.1667 | 3      |
| 4    | Linda Cerruti Costanza Ferro            | Italia      | 85.3149 | 4       | 88.5000 | 4      | 173.8149     | 4            | 89.4000 | 4      |
| 5    | Laura Auge Margaux Chretien             | Francia     | 82.5469 | 5       | 85.9333 | 5      | 168.4802     | 5            | 86.0667 | 5      |
| 6    | Evangelia Papazoglou Evangelia Koutidi  | Grecia      | 81.9241 | 6       | 84.8333 | 6      | 166.7574     | 6            | 85.0333 | 6      |
| 7    | Soňa Bernardová Alžběta Dufková         | Rep. Ceca   | 79.6227 | 7       | 81.8667 | 7      | 161.4894     | 7            | 82.8333 | 7      |
| 8    | Sascia Kraus Sophie Giger               | Svizzera    | 76.6233 | 10      | 80.2333 | 9      | 156.8566     | 9            | 81.7667 | 8      |
| 9    | Christina Maat Margot de Graaf          | Paesi Bassi | 76.7507 | 9       | 81.7667 | 8      | 158.5174     | 8            | 81.6333 | 9      |
| 10   | Iryna Limanouskaya Veronika Yesipovich  | Bielorussia | 76.2840 | 11      | 79.6333 | 10     | 155.9173     | 10           | 80.1333 | 10     |
| 11   | Jana Labáthová Nada Daabousová          | Slovacchia  | 75.7382 | 12      | 77.4333 | 11     | 153.1715     | 12           | 77.8000 | 11     |
| 12   | Anastasia Gloushkov Ievgeniia Tetelbaum | Israele     | 77.4981 | 8       | 76.8667 | 12     | 154.3648     | 11           | 77.2667 | 12     |
| 13   | Wiebke Jeske Edith Zeppenfeld           | Germania    | 72.8751 | 13      | 74.9667 | 14     | 147.8418     | 13           |         |        |
| 14   | Jodie Cowie Genevieve Randall           | Regno Unito | 72.1442 | 14      | 75.1000 | 13     | 147.2442     | 14           |         |        |
| 15   | Szofi Kiss Dóra Schwarcz                | Ungheria    | 71.4691 | 15      | 74.5000 | 15     | 145.9691     | 15           |         |        |
| 16   | Defne Bakirci Misra Gündeş              | Turchia     | 71.0263 | 16      | 72.7667 | 16     | 143.7930     | 16           |         |        |
| 17   | Lovisa Boerthas Elin Grahn              | Svezia      | 68.2824 | 19      | 72.7000 | 17     | 140.9824     | 17           |         |        |
| 18   | Rebecca Domika Tina Panić               | Croazia     | 68.5553 | 18      | 72.4000 | 18     | 140.9553     | 18           |         |        |
| 19   | Kalina Yordanova Maria Kirkova          | Bulgaria    | 69.0276 | 17      | 70.7000 | 19     | 139.7276     | 19           |         |        |